# Deltocyathus inusitiatus
Deltocyathus inusitiatus is een rifkoralensoort uit de familie van de Deltocyathidae. De wetenschappelijke naam van de soort is voor het eerst geldig gepubliceerd in 2009 door Kitahara & Cairns.